# Morten Stige
Morten Stige (født 1964) er en norsk kunsthistoriker, uddannet ved Universitetet i Oslo, som arbejder hos Byantikvaren i Oslo. Stige har specialiseret sig i middelalderkirker og kirkearkitektur. Hans speciale handlede om udvidelse og indflytning af koret i Stavanger domkirke.
Sammen med Øystein Ekroll har han også skrevet bind en af værket Kirker i Norge som er viet middelalderkirker i sten.

## Værker i udvalg
- 1997 Stavangerkorets utvidelse og innflydelse, speciale i Kunsthistorie Universitetet i Oslo Høsten
- 1998 «Klosterkirken på Utstein. Ny bygningskronologi» I: Årbok. Foreningen til norske fortidsminnesmerkers bevaring. Nr. 152.
- 2000 Kirker i Norge - Middelalder i stein